# اوله آندربری
اوله آندربری (انگلیسی: Olle Anderberg؛ ۱۳ سپتامبر ۱۹۱۹ – ۲۶ سپتامبر ۲۰۰۳) کشتی‌گیر اهل سوئد بود که در هر دو رشتهٔ آزاد و فرنگی مدال نقرهٔ المپیک ۱۹۴۸ لندن و مدال طلای المپیک ۱۹۵۲ هلسینکی و نیز سه قهرمانی در مسابقات قهرمانی کشتی جهان را در سال‌های ۱۹۵۰، ۱۹۵۱ و ۱۹۵۳ در دسته‌های ۶۲ و ۶۷ کیلوگرم کسب کرد.
وی همچنین دو مدال طلای قهرمانی کشتی اروپا را در سال‌های ۱۹۴۷ و ۱۹۴۹ کسب کرد. آندربری پس از ۱۹۵۷ بازنشسته شد و به مربیگری روی آورد و با تیم‌های ملی فنلاند، ایران و ترکیه همکاری داشت.